# Rob McElhenney

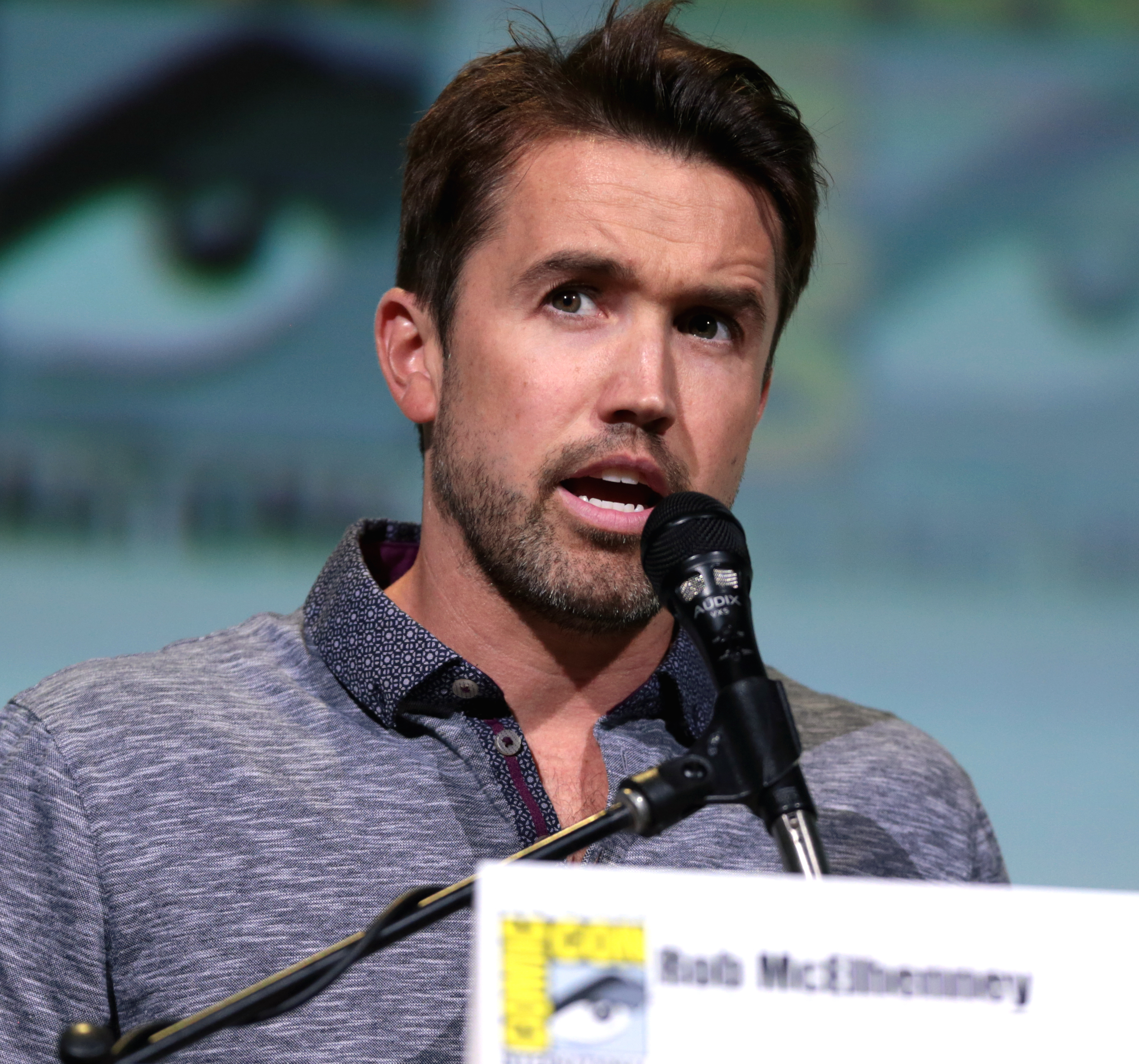
McElhenney bei der Comic-Con 2016

Rob Mac (* 14. April 1977 in Philadelphia, Pennsylvania als Rob McElhenney III.) ist ein US-amerikanischer Schauspieler, Drehbuchautor und Produzent.

## Leben
McElhenney wuchs in Philadelphia auf, wo er die Saint Joseph’s Preparatory School besuchte. 1997 begann seine Schauspielkarriere, zunächst mit kleineren Rollen in Filmen wie Vertrauter Feind an der Seite von Harrison Ford und Brad Pitt, sowie mit Gastauftritten in Law & Order und Emergency Room. Eine größere Rolle folgte 2003 in dem Film Latter Days. 
2004 präsentierte sein Manager den Verantwortlichen des Fernsehsenders FX einen Konzeptfilm für eine neue Sitcom, welches auf positive Resonanz stieß. Seit 2005 wird die Serie unter dem Titel It’s Always Sunny in Philadelphia ausgestrahlt. McElhenney ist unter anderem als Schauspieler, Drehbuchautor und Produzent für die Serie tätig.

## Privatleben
Rob Mac ist mit seinem Always Sunny-Co-Star Kaitlin Olson verheiratet. Die beiden lernten sich bei den Dreharbeiten zur Serie kennen, verlobten sich 2007 und heirateten ein Jahr später.
2025 ließ er seinen Nachnamen von McElhenney zu Mac ändern. Auf seinen Social-Media-Kanälen begründete er die Entscheidung damit, dass vielen die Aussprache seines ursprünglichen Namens schwer falle.

## Filmografie
- 1997: Vertrauter Feind (The Devil’s Own)
- 1997: Law & Order (Fernsehserie, 1 Episode)
- 1997: All My Children (Fernsehserie, 1 Episode)
- 1998: Zivilprozess (A Civil Action)
- 2000: Die WonderBoys (Wonder Boys)
- 2001: Thirteen Conversations About One Thing
- 2001: Campfire Stories
- 2002: Long Story Short
- 2003: Latter Days
- 2004: Emergency Room – Die Notaufnahme (ER, Fernsehserie, 1 Episode)
- 2004: The Tollbooth
- seit 2005: It’s Always Sunny in Philadelphia (Fernsehserie)
- 2007, 2010: Lost (Fernsehserie, 2 Episoden)
- 2012: Living Loaded (Fernsehfilm)
- 2014–2017: The Mindy Project (Fernsehserie, 4 Episoden)
- 2017: Fargo (Fernsehserie, 1 Episode)
- 2019: Game of Thrones (Fernsehserie, Episode 8x01)
- 2020–2025: Mythic Quest: Raven’s Banquet (Fernsehserie)
- 2025: Abbott Elementary (Fernsehserie, 1 Episode)